# Gasturbinenkraftwerk Moorburg
Das Gasturbinenkraftwerk Moorburg war ein mit Heizöl befeuertes Gasturbinenkraftwerk im Hamburger Stadtteil Moorburg. Das Kraftwerk war von 1980 bis zur Demontage im Jahr 2009 in Betrieb.
Das Kraftwerk war eines von fünf Gasturbinenkraftwerken der Vattenfall Europe. Es ging 1980 mit einer Nennleistung von zweimal 76 MW in Betrieb. Eingesetzt wurden Gasturbinen vom Typ V93.2 der Kraftwerk Union (KWU). Als Brennstoff diente HEL, wovon unter Volllast stündlich 25.000 Liter je Turbine verbrannt wurden. Die Feuerungswärmeleistung betrug 267 MW pro Turbine, woraus sich ein Nettowirkungsgrad von 29 % ergab. Die Gasturbinen waren schnellstartfähig, sodass es möglich war, die Anlage innerhalb von 7½ Minuten ans Netz zu schalten. Nach ungefähr 15 Minuten stand die Grundleistung zur Verfügung.
Am gleichen Standort entstand das Kohlekraftwerk Moorburg. Um Platz für einen geplanten Hybridkühlturm des Neubaus zu schaffen, wurde das Gasturbinenkraftwerk 2009 stillgelegt und demontiert.

## Belege
- Vattenfall Europe (Hrsg.): Energie für den Norden - Die Vattenfall Kraftwerke in der Metropolregion Hamburg (S. 21), abgerufen am 12. April 2010.
- Vattenfall Europe (Hrsg.): Gasturbinenkraftwerk Moorburg.
- Moorburg: Umweltschützer erwägen weitere Klage. Welt Online, 3. Juli 2009, abgerufen am 8. April 2010.